# Czekaj (powiat grójecki)
Czekaj (do 1996 Czekaj-Wieś) – wieś w Polsce położona w województwie mazowieckim, w powiecie grójeckim, w gminie Pniewy.
W latach 1975–1998 miejscowość należała administracyjnie do województwa radomskiego.